# Aubenas-les-Alpes
Aubenas-les-Alpes é uma comuna francesa na região administrativa da Provença-Alpes-Costa Azul, no departamento dos Alpes da Alta Provença. Estende-se por uma área de 7,93 km². Em 2010 a comuna tinha 96 habitantes (densidade: 12,1 hab./km²).2 hab/km².